# Acrocercops zygonoma
Acrocercops zygonoma is een vlinder uit de familie van de mineermotten (Gracillariidae). De wetenschappelijke naam van de soort werd voor het eerst geldig gepubliceerd in 1921 door Meyrick.